# Коптєв Юрій Вікторович

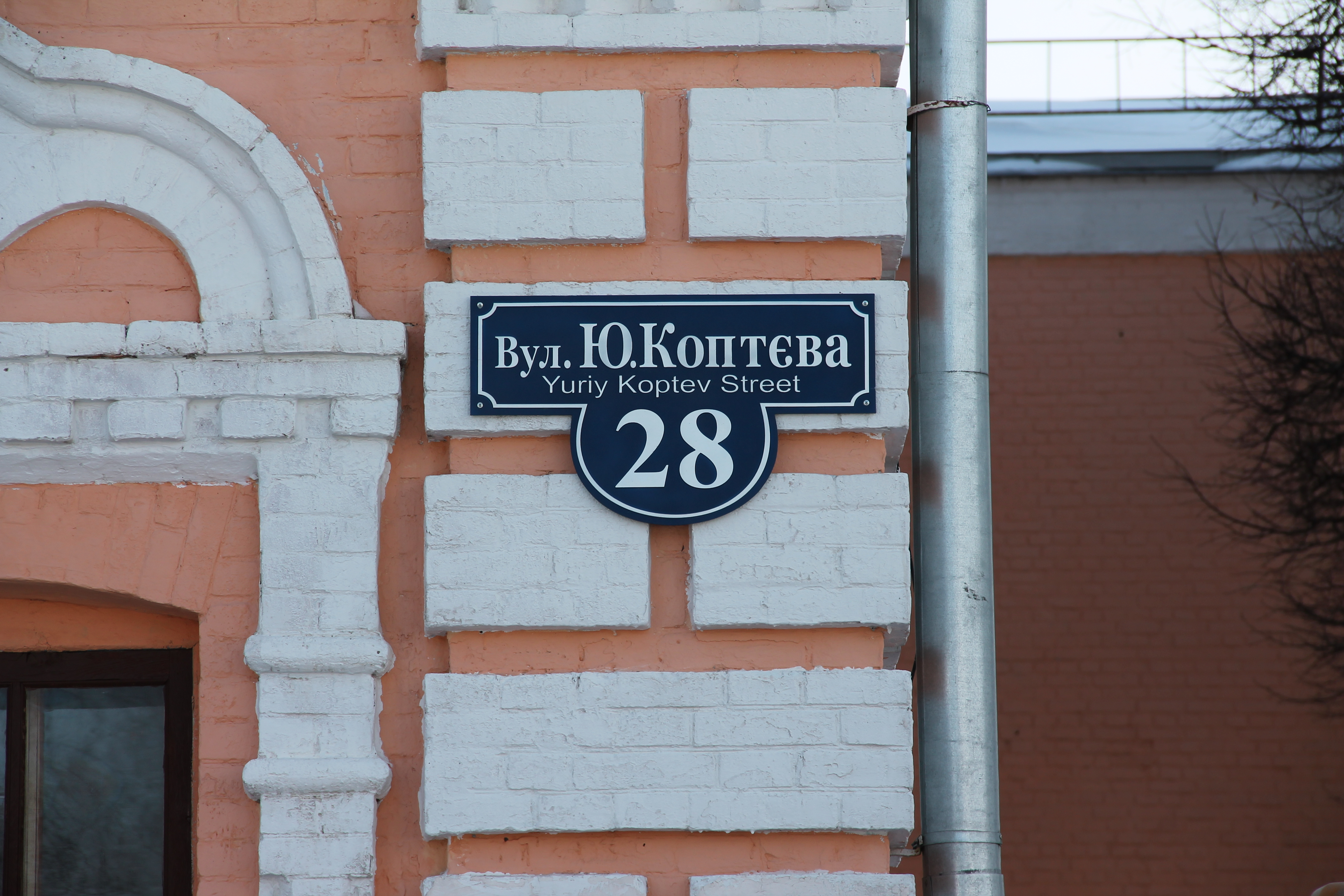
Вулиця Юрія Коптєва в Прилуках

Пам'ятний знак з напутнім словом Юрія Коптєва в Центральному сквері біля Центральної площі Прилук

Юрій Вікторович Коптєв (*19 липня 1962, м. Прилуки, Чернігівська область, УРСР) — російський і український підприємець у будівельній галузі, меценат Прилук.

## Біографія
Юрій Вікторович Коптєв народився 19 липня 1962 року в Прилуках. Спершу навчався у 9-й, потім у 1-й міській школі. Одночасно відвідував музичну школу по класу баяна і домбри, Будинок піонерів, де навчався малюванню. Після школи рік провчився у місцевому гідромеліоративному технікумі (нині агротехнічний коледж). Після того вступив на навчання до Київського військового танкового училища, однак через 2 роки з причини хвороби довелося звільнитись і звідти.
Повернувшись до Прилук, Юра завербувався за комсомольською путівкою, і 1983 року поїхав на Далекий Схід, в Комсомольськ-на-Амурі, на будівництво металургійного заводу. Невдовзі був командиром будівельного загону, згодом — начальником будівництва. Заочно закінчив будівельний інститут. Проявив себе талановитим будівельником, чудовим організатором.
У 1985 році Юрія Вікторовича перевели до Москви.
У 1989 році Юрій Коптєв відкрив своє перше приватне підприємство, а бізнес у житловому будівництві започаткував у 1993 році.
Починаючи від 1990-х років Ю. В. Коптєв — директор будівельної компанії «ДОН-Строй». Завдяки діяльності фірми (та її керівника) у Москві зведені житлові комплекси «Червоні вітрила» на березі Москви-ріки, «Сьоме небо» біля Останкінського ставу, «Ізмайлівський», житловий квартал «Воробйові гори», хмарочос «Тріумф-Палас» — побудований у 2005 році заввишки понад 264 метри є найвищим житловим будинком Європи. За ці заслуги у містобудуванні столиці Росії в 2003 році Юрію Вікторовичу Коптєву було присвоєно звання «Найкращий будівельник року» Росії.
Від середини 2000-х років Ю. В. Коптєв бере участь у низці бізнес-проектів в Україні, зокрема у рідних Прилуках.
Починаючи з 2007 року Юрій Вікторович Коптєв активно здійснює меценатську і благодійницьку діяльність у Прилуках і на Прилуччині, ставши фактично персональним спонсором міста. Коштом Юрія Коптєва були придбані автомобілі швидкої допомоги, здійснено реконструкцію і облаштування низки міських об'єктів — Центральної зі сквером і Театральної площ, площі Іоасафа Бєлгородського, краєзнавчого музею (ремонт історичного приміщення і організація експозиції), споруджені перший в Україні пам'ятник молодому Шевченку-художнику (2007), пам'ятник видатному прилучанину Миколі Яковченку (2008), пам'ятник святителю Іоасафу Бєлгородському, чудотворцю Прилуцькому (2011), низка інших пам'ятних знаків, видано перший об'ємний енциклопедичний довідник «Прилуччина» (2007) і започатковано видання прилуцького власного часопису «Прилуки. Фортеця». Благодійник профінансував виготовлення п'ятитонного дзвону для Миколаївської церкви Прилук, пожертвував значні кошти Густинському монастирю, фінансово допомагає реставрації прилуцького Стрітенського собору, опікується долею 20 дітей сиріт-прилучан. Юрій Коптєв також виділив 1 мільйон гривень на газифікацію сіл Прилуцького району, допомагає з працевлаштуванням прилучан-випускників професійних навчальних закладів.
У 2007 році земляку-меценату Юрію Вікторовичу Коптєву було присвоєно звання Почесного громадянина міста Прилук, 28 червня 2008 року він був нагороджений орденом Іллі Муромця ІІ ступеня УПЦ МП, у Києві йому вручено відзнаку Чернігівського земляцтва.
У 2010 році на Чернігівщині розпорядженням голови обласної державної адміністрації започатковано конкурс «Благодійник року» імені меценатів Тарновських. Цей конкурс має на меті нагородження і публічне визнання людей, які здійснили доброчинні, благодійні внески у соціально-економічний, культурно-історичний розвиток області. 9 грудня 2011 року Ю. В. Коптєв став одним з переможців у номінації «Благодійник року — приватна особа».
У грудні 2011 року у Прилуках було прийняте рішення перейменувати одну з центральних вулиць Переяславську на вулицю імені Юрія Коптєва.
У березні 2013 року отримав нагороду «Людина року» в номінації «Меценат року».